# اچ‌ام‌اس اسپیرهد (پی۲۶۳)
اچ‌ام‌اس اسپیرهد (پی۲۶۳) (به انگلیسی: HMS Spearhead (P263)) یک زیردریایی بود که طول آن ۲۱۷ فوت (۶۶ متر) بود. این زیردریایی در سال ۱۹۴۴ ساخته شد.